# 일본국유철도 C60형 증기 기관차
일본국유철도 C60형 증기 기관차(일본어: C60形蒸気機関車)는 일본국유철도가 1953년부터 1961년까지 제작한 텐더식 증기 기관차이다. C59형을 개조해서 제작되었다.

## 개조 배경 및 구조
산요 본선, 도카이도 본선 등의 간선의 전철화에 따라 C59형은 다른 노선을 운행하게 되었다. 그러나 C59형은 축중이 너무 커서 다른 노선에 들어갈 수 없었기 때문에, 종대차를 1축에서 2축으로 변경해 축중을 줄이고 이 형식을 C60형이라 했다.
종대차가 2축으로 만들었기 때문에 차륜 배치는 4-6-2(퍼시픽 형)에서 4-6-4(허드슨 형)으로 바뀌었다. 이런 개조로 인해 약간 견인력이 떨어진 것 외에는 성능적으로는 C59형과 비슷하다.
1953년 ~ 1955년, 1960년, 1961년에 하마마쓰 공장과 고리야마공장에서 47량이 제조(개조)되었다. C59형의 전전형(C59 1 - 100)을 개조한 39량은 1 - 39의 번호를, 전후형(C59 101 ~ )을 개조한 8량은 C60 101 - 108의 번호를 부여받았다.
본 형식은 증차가 예정되어 있었지만, 동력 근대화 계획이 진행되고 있던 시대에 더불어 C60형 자체의 평가가 떨어진다는 약점이 있었다. 자동급탄장치가 없고, 보일러 정비가 동시대 기관차들보다 힘들었기 때문에 이후의 증차는 없었다.

## 운용
도호쿠 본선・조반선・오우 본선（아키타 이북）・가고시마 본선(도스 이남) · 나가사키 본선 등 수송량이 비교적 큰 반면, 배차시간이 긴 노선에서 보통 열차부터 특급 열차, 심지어 화물 열차까지 운행했다. 특히 도호쿠 본선의 모리오카 이북 구간 등에서는 C61형, D51형과 함께 중련이나 삼중련을 하고 여객열차 또는 화물열차를 운행했다.
아오모리 기관구에, 1960년 10월의 시간표 개정시에, 처음으로 C60형이 배치되었다. 1960년대 초반까지는, 아오모리 기관구에 배치된 C61형과 오우 본선에서 공통 운용으로, 급행 '니혼카이' 등의 아키타 - 아오모리간의 견인을 맡기도 했으며, 그 후에도 1968년 10월의 시간표 개정 전까지는 C61형과 공통 운용으로 아키타 이북의 구간에서 보통 열차와 화물 열차를 견인했다.
규슈에서는 나가사키 본선에서 침대 특급 '사쿠라', '아카츠키'의 견인차 역할을 했다. 가고시마 본선(도스 이남)에서는 특급열차를 견인한적은 없고 주로 급행열차 등을 견인했다.
도호쿠 지방에서 사용되었던 차량들은 1968년 도호쿠 본선 전부가 복선전철화가 완료됨에 따라 퇴역하여 보존용으로 센다이시에 넘어간 C60 1과 가고시마 본선으로 이전된 차량 외에는 폐차되었다.
또, 규슈에서 사용되던 차량들도,  1970년의 가고시마 본선 전부가 전철화가 완료됨에 따라 퇴역해, 1971년까지 전부 폐차되었다.

## 번호조합표
| 새로운 번호   | 개조하기 전 번호                                  | 개조사        | 개조년도 |
| ------------- | ------------------------------------------------- | ------------- | -------- |
| C60 1 - 4     | C59 27, 62, 59, 41                                | 하마마쓰 공장 | 1953年   |
| C60 5 - 16    | C59 54, 21, 49, 61, 46, 23, 58, 34, 65, 69, 4, 50 | 하마마쓰 공장 | 1954年   |
| C60 17        | C59 86                                            | 하마마쓰 공장 | 1955年   |
| C60 18 - 22   | C59 78, 100, 16, 70, 48                           | 고리야마 공장 | 1960年   |
| C60 23 - 33   | C59 17, 38, 76, 40, 47, 10, 91, 18, 60, 81, 68    | 하마마쓰 공장 | 1960年   |
| C60 34 - 39   | C59 26, 13, 39, 5, 89, 98                         | 하마마쓰 공장 | 1961年   |
| C60 101 - 105 | C59 130, 178, 128, 168, 101                       | 하마마쓰 공장 | 1960年   |
| C60 106 - 108 | C59 113, 165, 173                                 | 하마마쓰 공장 | 1961年   |

## 보존
1968년에 퇴역한 C60 1은 일본국유철도에서 센다이시로 이관되어 아오바구의 니시공원에 정태 보존되고 있다. 보존하기 시작할때부터 방치되어 도장이 옅어지고 번호판 같은 부품의 도난 피해도 있었지만, 수리 및 관리를 바라던 시민들에 의해 2007년에 시작된 서공원의 재정비 사업에 맞추어, 2014년부터 차체 외관의 도장과 운전대 내부의 수리를 실시하고, 상부에 지붕을 설치하는 공사를 같이 해서, 2016년 다시 시민들에게 공개됐다.
C60 1은 C59 27에서 개조된 기기로 연실 앞면 에이프런의 모습과 10-25형 탄수차를 갖추는 등 전전형 C59형의 특징을 가지고 있다.
현존하여 현역당시 모습을 유지하고 있는 C60형은 이 C60 1이 유일하며, 나머지는 모두 퇴역후 폐차처분되었다.

## 참고 문헌
- 《蒸気機関車》 1973년 9월호,1977년 7월호, 1980년 3월호　キネマ旬報社 발간
- 西尾恵介《国鉄蒸機の装備とその表情（下）》 〈RM LIBRARY 67〉 2005년 ネコ・パブリッシング발간 ISBN 4777050890
- https://web.archive.org/web/20181022210855/http://www.kurogane-rail.jp/sl/elococ60.html

## 같이 보기
- 일본국유철도 C59형 증기 기관차